# Crystal Emmanuel
Crystal Emmanuel (n. 27 nov 1991 a Scarborough, Ontario) és una atleta de pista canadenca que s'especialitza en els 200 metres. Va finalitzar l'esdeveniment de 200m als Jocs Olímpics d'Estiu de 2012, però va ser eliminada en les semifinals. Al Campionat del Món d'atletisme de 2013, va competir en l'esdeveniment de 200m però va ser eliminada en les eliminatòries després de ser desqualificada per una infracció de carril.